# Montfort-sur-Risle
Montfort-sur-Risle là một xã thuộc tỉnh Eure trong vùng Normandie miền bắc nước Pháp.

## Huy hiệu
| Arms of Montfort-sur-Risle | The arms of Montfort-sur-Risle are blazoned: Gules, a saltire Or. |